# Wellington Institute of Technology
Wellington Institute of Technology lub WelTec – publiczna politechnika nowozelandzka z siedzibą w Petone, dzielnicy miasta Lower Hutt w regionie Wellington na Wyspie Północnej. WelTec został utworzony w 2001 przez połączenie Central Institute of Technology i utworzonej w 1904, Hutt Valley Polytechnic.
Misja uczelni opiera się na solidnych fundamentach. Od ponad 100 lat zajmuje ważne miejsce w regionie Wellington i zapewnia kształcenie zawodowe około 11 000 studentów rocznie.
WelTec oferuje ponad 150 kierunków z zakresu: hotelarstwa, biznesu, technologii informacyjnej, sztuk wizualnych, doradztwa, inżynierii i budownictwa, motoryzacji, turystyki, zdrowia i opieki, pielęgniarstwa weterynaryjnego. Organizuje  też 34-tygodniowy program dla więźniów z zakresu budownictwa na terenie więzienia Rimutaka.
Nauka jest wzmacniana przez rozwinięte pozytywne relacje z instytucjami i przemysłem. Uczelnia ściśle współpracuje z pracodawcami, aby jej absolwenci byli pewni siebie i posiadali umiejętności potrzebne do odniesienia sukcesu w miejscu pracy. Partnerstwo biznesowe, branżowe i zawodowe WelTec przynosi ogromne korzyści dla studentów. Studenci pracują nad prawdziwymi projektami, a pracodawcy często rekrutują absolwentów, którzy stanowią podstawę napędzającą gospodarkę, nie tylko w regionie Wellington, ale w całej Nowej Zelandii.
WelTec połączył siły z dwoma innymi uczelniami: Whitireia New Zealand i Victoria University w celu utworzenia Wellington ICT Graduate School. Dzięki temu zapewnili zaawansowany standard w edukacji z zakresu ICT w regionie Wellington, przygotowując absolwentów, którzy będą przyszłymi liderami w tym sektorze. Jest to odpowiedź na ciągły rozwój technologii i odchodzenia od gospodarki cyfrowej do cyfryzacji gospodarki. Kształcenie w ramach tego projektu opiera się na bliskiej współpracy z firmami ICT z całego świata i lokalnymi przedsiębiorstwami w sektorze publicznym i prywatnym w połączeniu z dyscypliną akademicką.

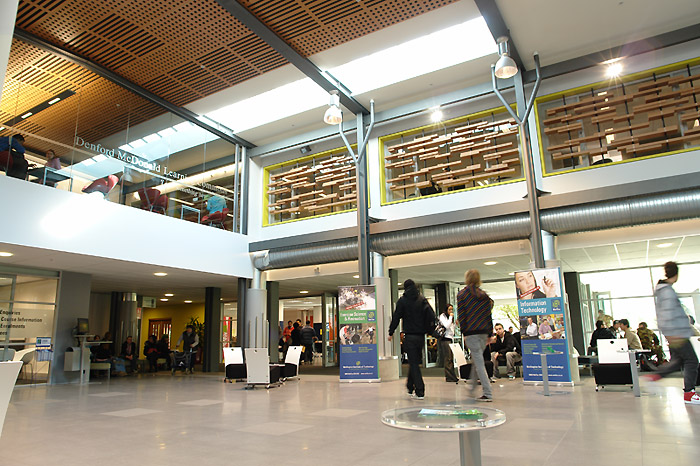
WelTec – Centrum Studenckie w Penton

Certyfikaty, dyplomy i stopnie naukowe WelTec są akredytowane przez NZQA (New Zealand Qualifications Authority) oraz międzynarodowe organizacje ds.  kwalifikacji dzięki czemu zapewniają studentom honorowanie ich także za granicą. Uczelnia zapewnia dostęp do najnowszych, wiodących technologii nauczania, specjalistycznych urządzeń i najnowocześniejszego sprzętu. Wykładowcy mają duże doświadczenie w branży i specjalistyczną wiedzę w swoich dziedzinach. WelTec udostępnia studentom szereg usług pomocniczych, od wsparcia akademickiego i naukowego, po finansowe, kulturalne i personalne.

## Kampusy

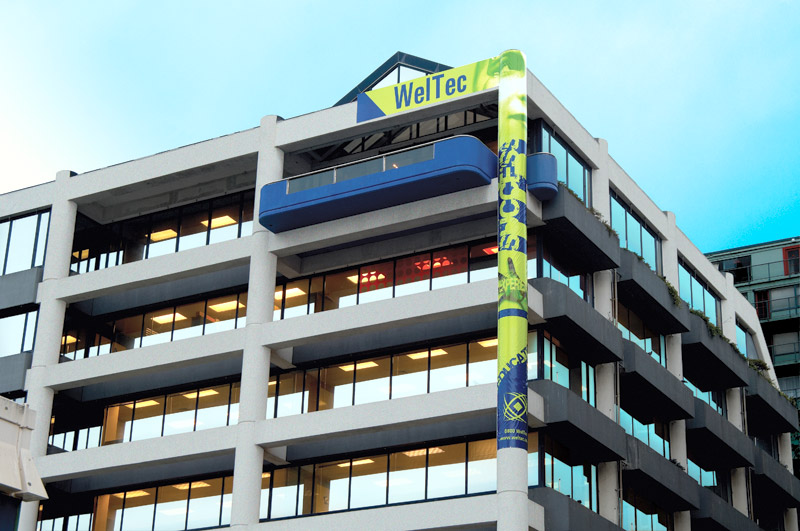
WelTec, Kampus w Wellington

Główny ośrodek nauczania WelTec znajduje się w Pentone – dzielnicy miasta Lower Hutt przy Kensington Ave. Mieszczą się tu, główne działy administracji, sale wykładowe, główna biblioteka, centrum pośrednictwa pracy dla studentów, zespół Tamaiti Whangai i wydział studiów międzynarodowych. Studenci mają dostęp do własnej sali gimnastycznej, fryzjera, wielu kawiarenek a także centrum opieki nad dziećmi.
Kampusy uczelni znajdują się również w Wellington, Auckland i Porirua. W Porirua znajduje się główna siedziba strategicznego partnera uczelni – Whitireia New Zealand, dzięki czemu jest w stanie zapewnić i tu szereg programów edukacyjnych.

### Lokalizacje kampusów
- Campuses Petone, 21 Kensington Avenue, Petone
- Campuses Wellington School of Construction, 18 Western Hutt Road, Petone
- Campuses Wellington School of Hospitality, 52 Cuba Street, Wellington
- Campuses Wellington CBD, 15 Dixon Street, Wellington
- Campuses Te Kāhui Auaha, 104-106 Cuba Street, Wellington
- Campuses Wellington ICT Graduate School, 15 Dixon Street, Wellington
- Campuses Auckland, 450 Queen Street, Auckland
- Campuses Porirua, 3 Wi Neera Dr, Porirua[6]